# Lagoa das Canas
Lagoa das Canas (portugiesisch ‚Schilfsee‘) ist ein See in Portugal auf der Azoren-Insel São Miguel im Kreis Ponta Delgada.
Der See liegt auf etwa 560 m Höhe über dem Meeresspiegel und ist zirka 0,2 ha groß.